# Rumtscherod
Rumtscherod ist die Abkürzung für „Zentrales Exekutivkomitee der Sowjets der Rumänischen Front, der Schwarzmeerflotte und des Odessaer Gebiets“, also der damaligen südwestlichen Gouvernements der Ukraine und Bessarabiens. Es handelt sich um ein Akronym der vollständigen russischen Bezeichnung Zentralny ispolnitelny komitet Sowetow Rumynskowo fronta, Tschernomorskowo flota i Odesskoi oblasti (russisch Центральный исполнительный комитет Советов Румынского фронта, Черноморского флота и Одесской области).
Das Komitee wurde auf dem 1. Front- und Gebietskongress der Sowjets vom 10. Maijul. / 23. Maigreg. bis 27. Maijul. / 9. Juni 1917greg. in Odessa unter der Beteiligung der Vorsitzenden von 35 Garnisonen des Odessaer Militärbezirkes gewählt. Die Mehrheit im ersten Gremium besaßen die Sozialrevolutionäre und Menschewiki, die die Provisorische Regierung unterstützten. Von den 127 Mitgliedern des Komitees gehörten nur vier den Bolschewiki an: Fjodor Atschkanow, Jakow Mileschin, P.I. Starostin und A.W. Christew.
Auf Erlass des Rates der Volkskommissare wurde das Rumtscherod durch einen Befehl des Oberbefehlshabers Nikolai Krylenko und der Revolutionären Militärkomitees beim Hauptquartier am 3. Dezemberjul. / 16. Dezember 1917greg. aufgelöst. Auf dem 2. Kongress vom 10. Dezemberjul. / 23. Dezember 1917greg. bis 23. Dezember 1917jul. / 5. Januar 1918greg. in Odessa wurde ein Rumtscherod mit neuer Zusammensetzung aus 180 Mitgliedern gewählt (mit 70 Bolschewiki, 55 Sozialrevolutionären und 23 Vertretern bäuerlicher Organisationen), an dessen Spitze der Bolschewik Wladimir Judowski stand.
In seiner Eigenschaft als Vertreter des Zentralkomitees (ZK) der Sozialdemokratischen Arbeiterpartei Russlands (SDAPR) und des Rates der Volkskommissare beteiligte sich W. Wolodarskij an der Arbeit des Kongresses. Das Presseorgan des Rumtscherod war die Zeitung Golos Rewoljuzii („Stimme der Revolution“), die vom 11. Julijul. / 24. Juli 1917greg. bis März 1918 erschien. Das Rumtscherod spielte bei der Errichtung der Sowjetmacht im Südwesten der Ukraine und Bessarabiens von Ende Dezember 1917 bis Januar 1918 eine große Rolle als deren höchstes Organ in diesem Gebiet.

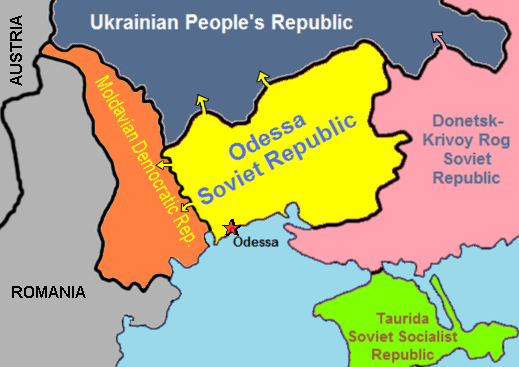
Von Sowjetrepubliken beanspruchte Gebiete im März 1918

Am 18. Januarjul. / 31. Januar 1918greg. sollte aus Bessarabien und Teilen des Gouvernements Cherson die Sowjetrepublik Odessa mit Zentrum in Odessa gegründet werden. Von Januar bis März 1918 führte das Rumtscherod den Kampf gegen rumänische, danach gegen die österreichisch-deutschen Truppen. Gemeinsam mit dem Obersten Autonomen Kollegium des Rates der Volkskommissare wurden diplomatische Verhandlungen mit der rumänischen Regierung geführt. Diese fanden nach Gesprächen vom 5. bis 9. März 1918 durch einen Vertragsabschluss über den Abzug der rumänischen Truppen aus Bessarabien innerhalb von zwei Monaten ihren Abschluss (der Vertrag wurde von Rumänien nicht eingehalten, im April entwaffneten rumänische Truppen unerwartet die russischen und annektierten Bessarabien).
Im März 1918 wurde das Rumtscherod angesichts der österreichisch-deutschen Intervention nach Nikolajew evakuiert, danach nach Rostow am Don und im April 1918 nach Jeisk. Im Mai 1918 stellte es seine Tätigkeit ein.